# George Devol
George Charles Devol, Jr., född 20 februari 1912, död 11 augusti 2011, var en amerikansk uppfinnare som var känd för att utveckla industriroboten Unimate, den första materialhanteringsroboten som användes i industriell produktion. Idén till roboten var föremål för en patentansökan 1954, då under beteckningen programmed article transfer. Den första Unimate-roboten installerades 1961 vid en av General Motors fabriker.